# 国立塞切尼图书馆

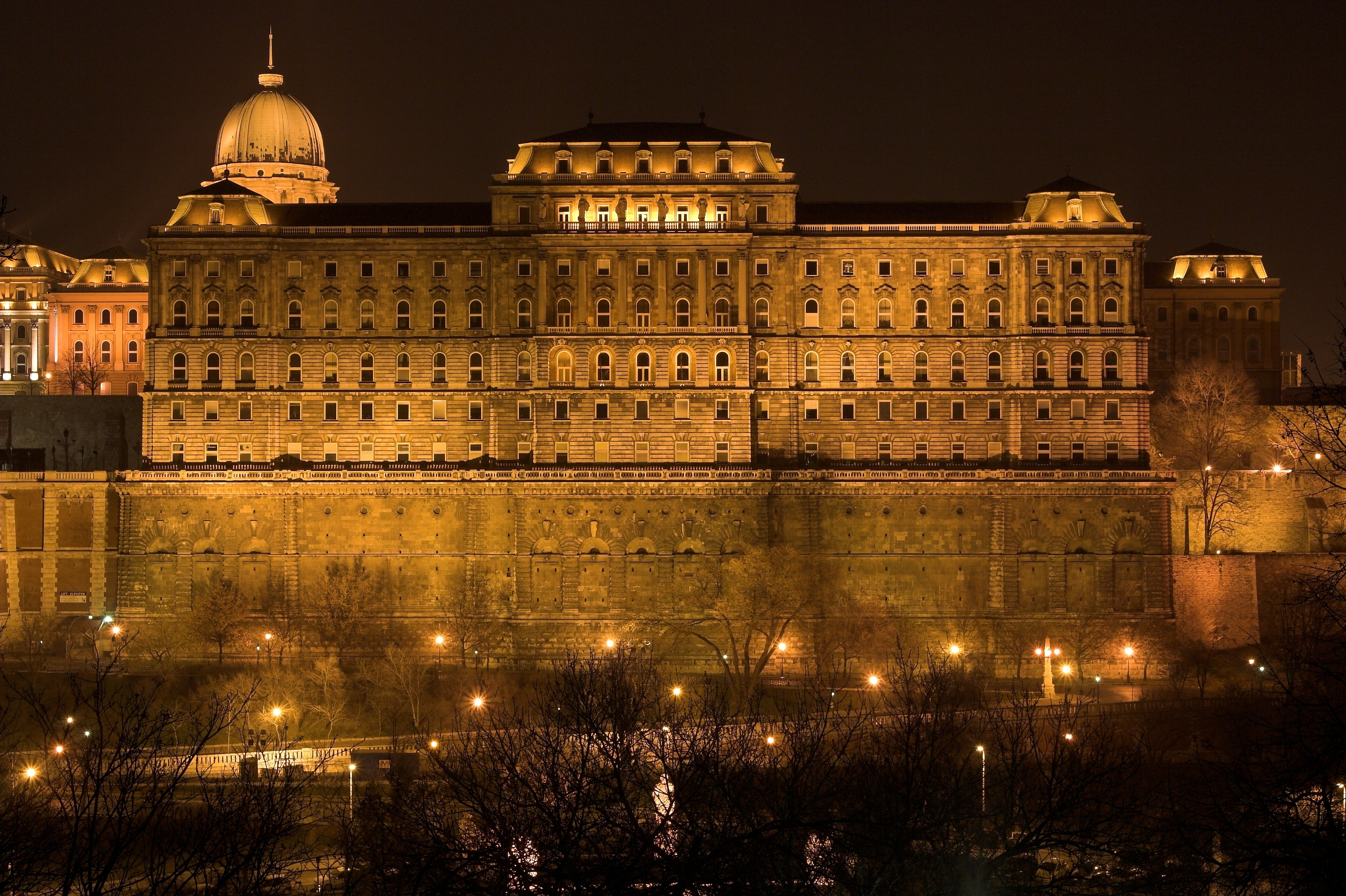
国立塞切尼图书馆

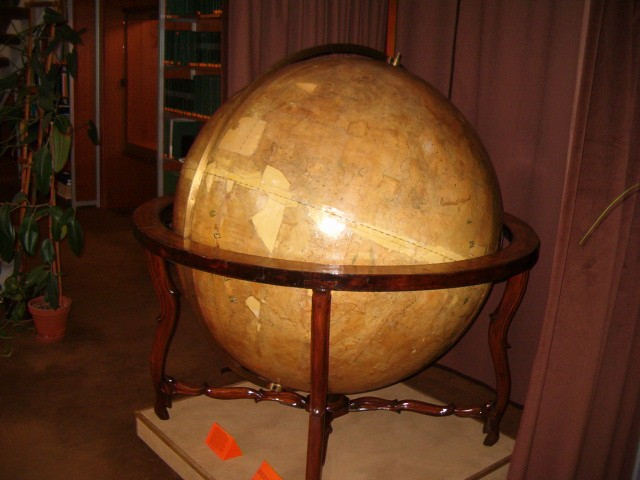
馆内所藏的地球仪

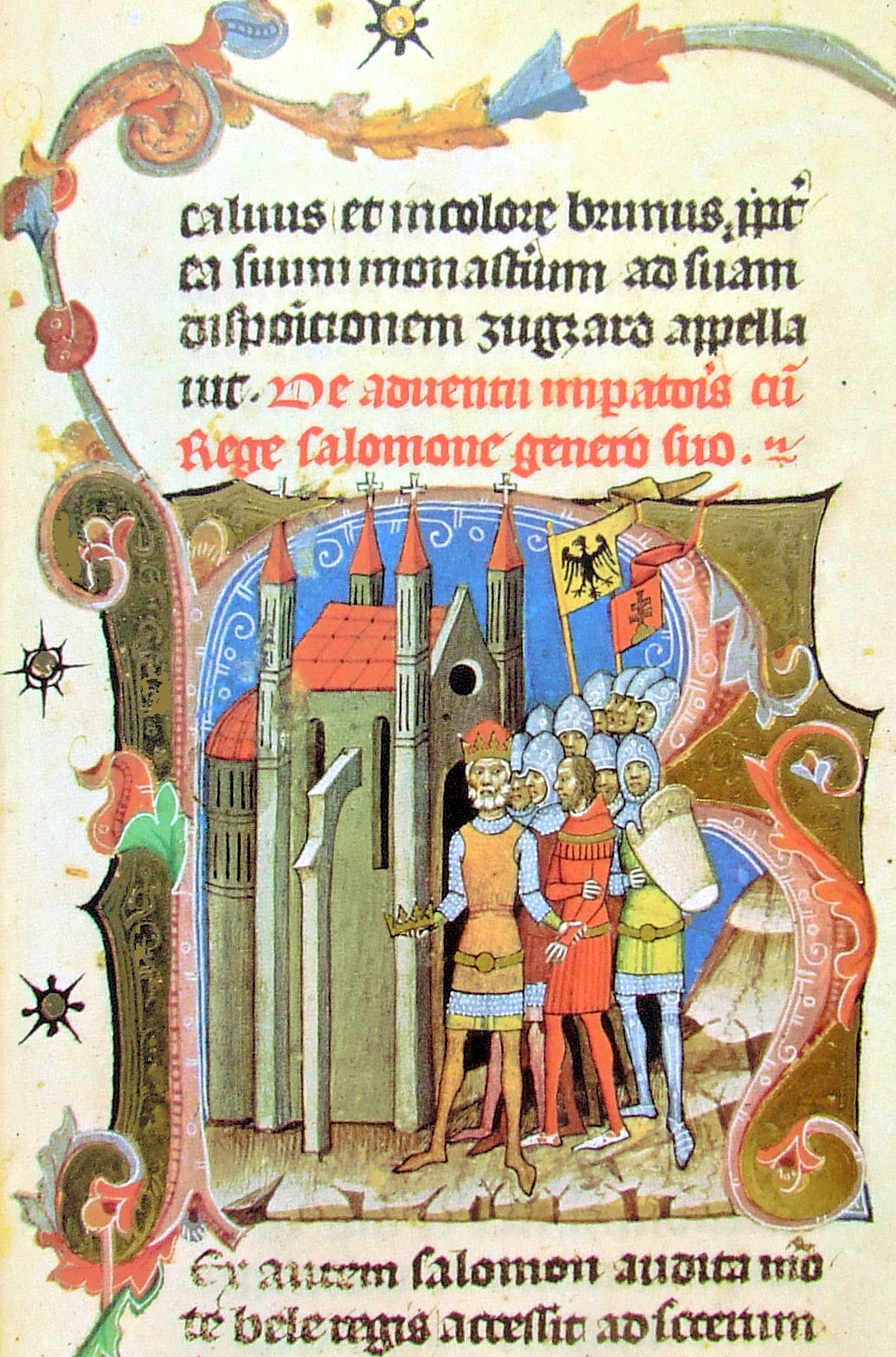
馆内所藏的《匈牙利编年史》抄本（Chronicon Pictum）之一页

国立塞切尼图书馆（匈牙利語：Országos Széchényi Könyvtár，缩写OSZK），匈牙利首都布达佩斯市的一个国立图书馆，为匈牙利两个国立图书馆之一（另一个是德布勒森大学图书馆）。国立塞切尼图书馆成立于1802年，由贵族塞切尼·费伦茨伯爵创建，他将多年从海外收集的匈牙利书籍一同于1802年捐献给图书馆，并于次年向公众开放。1985年，该馆迁入新址布达城堡。该馆致力于收藏一切与匈牙利相关的文献，所藏八百余万件藏品中，包括图书、报刊、地图、乐谱、音像资料、手抄本、绘画、海报及小印刷品、微缩胶卷等。
匈牙利最早的摇篮本印刷书籍《匈牙利编年史》即藏于该馆，出版于1473年。